# José Gutiérrez de la Concha
José Gutiérrez de la Concha Irigoyen (Córdoba, Virreinato del Río de la Plata, 4 de junio de 1809-Madrid, 5 de noviembre de 1895), i marqués de La Habana, i vizconde de Cuba y grande de España, fue un militar y político español.
Caballero de la Insigne Orden del Toisón de Oro (1886), fue un hombre enormemente leal a la reina Isabel II, siendo el último presidente del Consejo de Ministros de su reinado. Volvió a la vida política tras la Restauración, llegando a ser presidente del Senado en tres ocasiones.

## Biografía
Nació el 4 de junio de 1809 en Córdoba del Tucumán, en el Virreinato del Río de la Plata, hijo del militar Juan Antonio Gutiérrez de la Concha y de la criolla Petra Irigoyen. Fue hermano de Manuel Gutiérrez de la Concha, marqués del Duero. El fusilamiento de su padre por los secesionistas rioplatenses, decidió a su madre a abandonar su tierra natal e instalarse en España en 1814. 

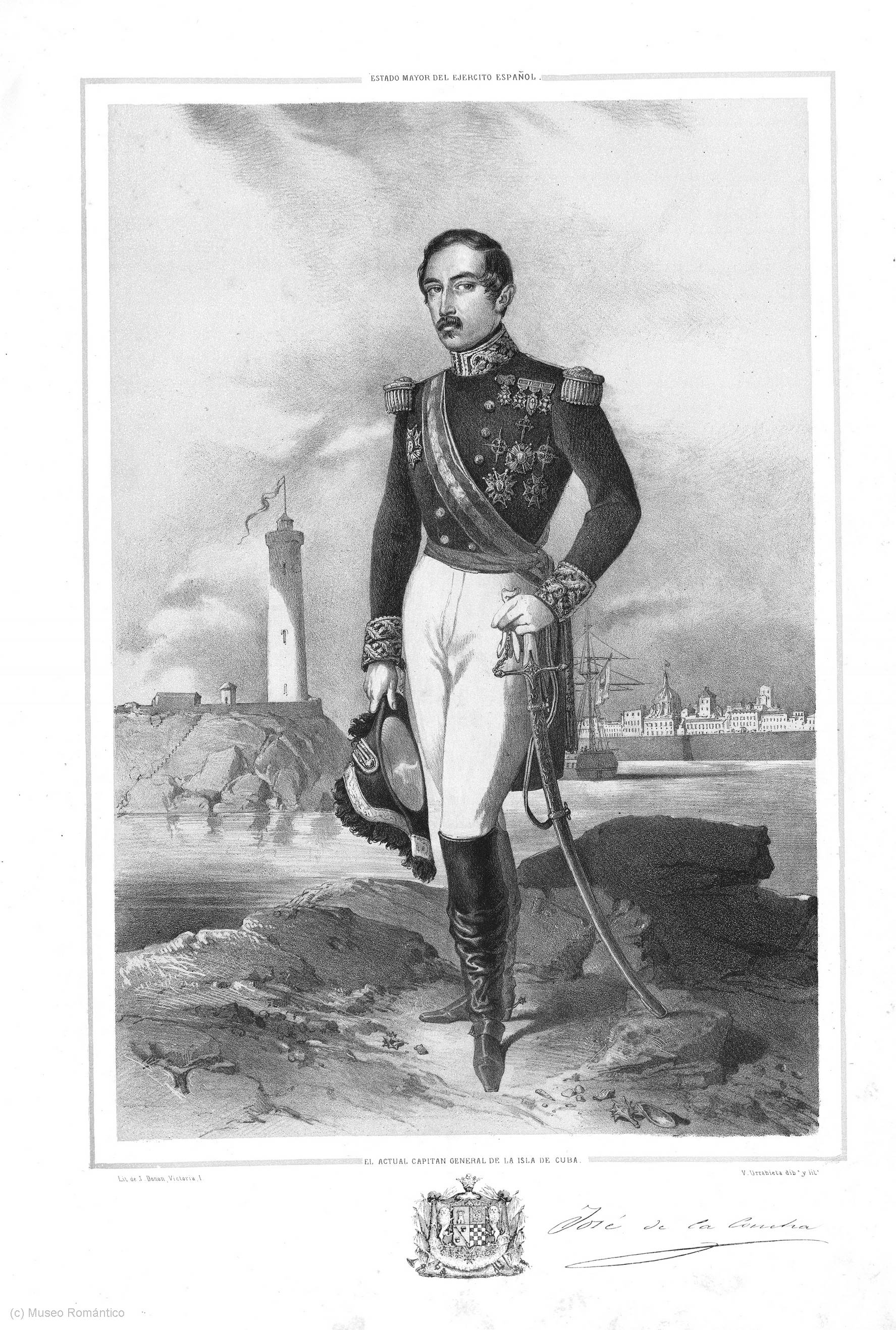
Retrato litográfico de José Gutiérrez de la Concha obra de Vicente Urrabieta

### Carrera militar
Entre 1816 y 1821 fue alumno del Real Seminario de Nobles de Vergara. En 1822 ingresó como cadete en el Colegio de Artillería, graduándose como subteniente en 1826. Tras ejercer como profesor en dicho Colegio de Artillería, fue destinado en el ejército de operaciones de las Provincias Vascongadas y Navarra durante la Primera Guerra Carlista (1833-1840), llegando a ser condecorado en varias ocasiones por su brillante actuación en combate. La ejecución por Espartero en 1841 de su compañero de armas y amigo, el general Diego de León, por su participación en un pronunciamiento fracasado, le llevó al retiro. Hombre cercano al Partido Moderado, Concha participó en el pronunciamiento de 1843 que unió a moderados y sectores del progresismo contra el regente Baldomero Espartero, tras cuyo exilio Concha se reincorporó al Ejército.
Durante la Década moderada (1843-1854) pasó desde brigadier hasta teniente general, desempeñando distintos cargos militares, tales como capitán general de las Provincias Vascongadas (1845), comandante general de las tropas destinadas a sofocar la rebelión de Galicia (1846), director general de Caballería (1847 y 1853), capitán general de Cuba, cargo que llegaría a ostentar en tres ocasiones.

### Carrera política
Como tantos otros compañeros de armas, Concha desarrolló también una intensa carrera política, inicialmente a la sombra del Partido Moderado. Fue a partir del triunfo del pronunciamiento de 1843. Fue electo diputado a Cortes por el distrito de Logroño en 1845, llegando a vicepresidente del Congreso de los Diputados en 1847. Entre 1863 y 1864, fue ministro interino de Ultramar y de Marina en 1864 y ministro de la Guerra en 1865. Hombre absolutamente leal a la figura de Isabel II, fue el último presidente del Consejo de Ministros, así como ministro de Guerra y Marina, antes del triunfo de La Gloriosa en septiembre de 1868. Con la derrota de los moderados, Concha se mantuvo en el exilio durante el Sexenio Revolucionario.
Después del golpe del general Pavía en enero de 1874, se reintegró a la vida política y, tras la restauración de los borbones en Alfonso XII, llegó a ser nombrado senador vitalicio en 1877. Habiéndose alejado de las posiciones más conservadoras, cerró su carrera política dentro del Partido Fusionista liderado por Sagasta, llegando a ser presidente del Senado en tres ocasiones (1881-1883, 1886-1890 y 1893-1894).

## Capitanía General de Cuba
Gutiérrez de la Concha desempeñó en tres ocasiones la capitanía general de Cuba. La primera de ellas, entre 1850 y 1852, teniendo que hacer frente a la invasión de Narciso López, general caraqueño renegado del Ejército, que pretendía anexionar Cuba a los Estados Unidos. La invasión, que desembarcó en Cárdenas en mayo de 1851, fracasó gracias a la rápida reacción del capitán general. Para suplir a las tropas enviadas desde La Habana, Concha creó el Cuerpo de Nobles Vecinos, milicia compuesta por civiles afectos a España y sufragada por la burguesía habanera españolista. 
A pesar de su cercanía con el Partido Moderado, el gobierno del Bienio Progresista (1854-1856) le nombró de nuevo capitán general de la isla de Cuba desempeñando el cargo desde 1854 hasta 1859. Uno de los principales cometidos de Concha fue la reforma de la estructura militar de la isla. Creó varias unidades irregulares, como las Milicias de Color, fomentó la presencia de la Guardia Civil y saneó las cuentas del Ejército español de Cuba. Además, en el contexto del descubrimiento de la conspiración anexionista de Ramón Pintó en febrero de 1855, creó los Cuerpos de Voluntarios para reforzar la presencia armada española en la isla. Estos cuerpos, que recuperaban la idea de los Nobles Vecinos de 1851, se acabaron convirtiendo en la más importante milicia española de Cuba hasta 1898. Además, Concha reformó a fondo la educación y trató de combatir la endémica corrupción de la administración pública cubana. Su labor le valió el marquesado de La Habana en 1857. 
En abril de 1874, tras haber alcanzado el empleo de teniente general siete años antes, fue nombrado por el gobierno de la Primera República capitán general de la isla de Cuba por tercera y última vez. Al fracasar en su intento de acabar con las partidas insurrectas en el centro y oriente de la isla, en mayo de 1875 fue substituido por Blas Villate, conde de Valmaseda, que en 1869-1870 encabezara una exitosa campaña en el oriente de la isla. 